# Liste der Naturdenkmale im Kreis Kleve
Koordinaten: 51° 46′ 51,6″ N, 6° 8′ 17,5″ O

Wappen Kreis Kleve

Im Kreis Kleve gibt es zahlreiche Naturdenkmale. Sie sind in den 15 Landschaftsplänen des Kreisgebietes gelistet. Davon sind 12 rechtskräftig. Der Landschaftsplan für den Bereich Emmerich / Kleve befindet sich zurzeit im Aufstellungsverfahren. Die Landschaftspläne LP01 (Düffel) und LP03 (Bylerward und Hetter) sind noch nicht aufgestellt. (Stand 2018)
Durch diese Aufteilung sind die Naturdenkmale nicht ortschaftsgebunden und befinden sich teilweise in anderen Verwaltungsbezirken. So sind z. B. Naturdenkmale aus Bedburg-Hau in drei verschiedenen Landschaftsplänen zu finden. Auch ist die Liste der Naturdenkmale ist nicht statisch und befindet sich im ständigen Wandel. Seit der Festlegung mussten einige der alten Bäume wegen Sturmschäden, Krankheit oder zugunsten der Verkehrssicherheit gefällt werden.

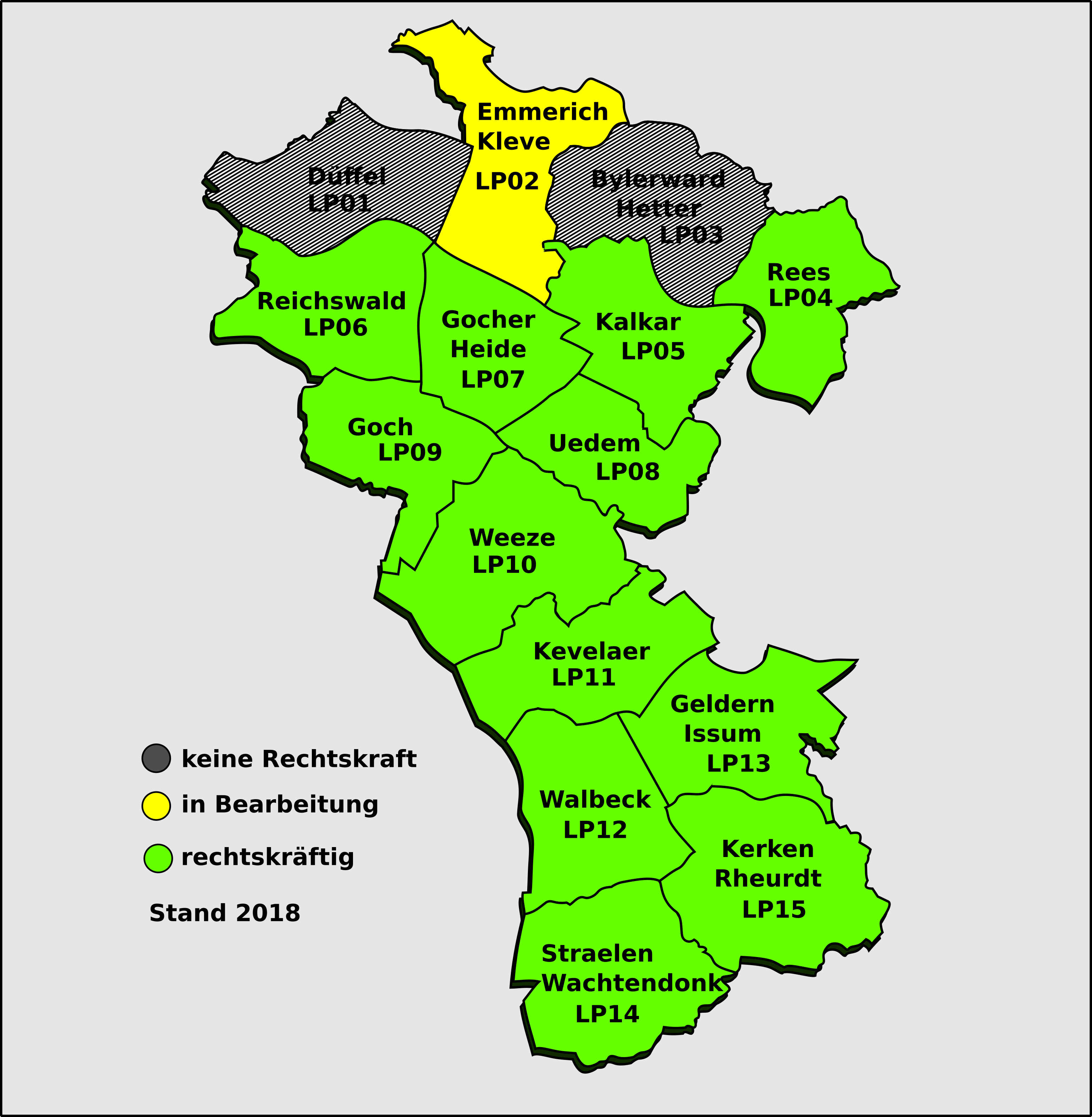
Geltungsbereiche der Landschaftspläne

Aufgeteilt ist der Kreis Kleve in folgende Gebiete:
- LP01 – Düffel (keine Rechtskraft)
- LP02 – Emmerich am Rhein und Kleve (in Bearbeitung)
- LP03 – Bylerward und Hetter (keine Rechtskraft)
- LP04 – Rees (Rechtskraft seit 13. Juli 2010)
- LP05 – Kalkar (Rechtskraft seit 20. Juni 2018)
- LP06 – Reichswald (Rechtskraft seit 8. Februar 2000)
- LP07 – Gocher Heide (Rechtskraft seit 24. Dezember 2010)
- LP08 – Uedem (Rechtskraft seit 24. Dezember 2010)
- LP09 – Goch (Rechtskraft seit 6. Oktober 1982, Stand 2004)
- LP10 – Weeze (Rechtskraft seit 16. Januar 1988, Stand 2004)
- LP11 – Kevelaer (Rechtskraft seit 23. September 2009)
- LP12 – Walbeck (Rechtskraft seit 18. Dezember 1995, Stand 2004)
- LP13 – Geldern und Issum (Rechtskraft seit 5. Juli 1995, Stand 2004)
- LP14 – Straelen und Wachtendonk (Rechtskraft seit 23. Februar 2013)
- LP15 – Kerken und Rheurdt (Rechtskraft seit 24. April 2013)